# مركبة الهبوط على قطب المريخ
مركبة الهبوط على قطب المريخ والمعروفة أيضًا بمركبة هبوط ماسح المريخ 98، وهي عبارة عن مركبة هبوط فضائية روبوتية بوزن 290 كيلو غرام، أطلقتها ناسا في 3 يناير عام 1999 لدراسة تربة ومناخ بلانوم إسترالي، وهي عبارة عن منطقة بجانب القطب الجنوبي للمريخ. وكانت المركبة بمثابة جزء من مهمة ماسح المريخ 98. في 3 ديسمبر عام 1999، بعد توقع اكتمال مرحلة النزول، فشلت مركبة الهبوط بإعادة الاتصال مع الأرض. حدد تحليل ما قبل الحدث أنّ السبب الأكثر احتمالًا لوقوع الحادثة كان إيقاف المحرك بشكل مبكر قبل ملامسة المركبة لسطح المريخ، مما سبب الاصطدام بالكوكب بسرعة عالية.

## خلفية المهمة

### نبذة تاريخية
كان المرجو من مركبة الهبوط التي شكلت جزءًا من مهمة ماسح المريخ 98 أن تجمع بيانات المناخ من أرض المريخ بالتزامن مع مركبة مدارية. اشتبهت ناسا بوجود كمية كبيرة من الماء المتجمد الذي ربما يكون موجودًا تحت طبقة رقيقة من التراب في القطب الجنوبي. كان المحتوى المائي محتمل الوجود في القطب الجنوبي للمريخ العامل الأقوى لاختيار موقع الهبوط وذلك أثناء التخطيط لمركبة الهبوط على قطب المريخ. وُضعت أسماء مليون طفل حول العالم في قرص مضغوط على متن المركبة كجزء من برنامج «أرسل اسمك إلى المريخ» المصمم لتشجيع الاهتمام بالبرنامج الفضائي بين الأطفال.
كانت الأهداف الأساسية للمهمة هي:
- الهبوط على الأرض ذات الطبقات في منطقة القطب الجنوبي للمريخ.
- البحث عن دليل متعلق بالمناخات القديمة والتغيرات المناخية الدورية الأكثر حداثة.
- إعطاء صورة عن المناخ الحالي والتغير الموسمي عند خطوط عرض عالية، بالإضافة إلى تبادل بخار الماء بين أرض المريخ وغلافه الجوي بشكل خاص.
- البحث عن الجليد الأرضي القريب من السطح في المناطق القطبية، وتحليل التربة للبحث بشكل كيميائي وفيزيائي عن الماء وثاني أوكسيد الكربون المحجوزين.
- دراسة مورفولوجيا السطح (الأشكال والبُنى)، والجيولوجيا، والطبوغرافيا، والطقس في موقع الهبوط.

### مسباري ديب سبيس 2
حملت مركبة الهبوط على قطب المريخ مسباري تصادم صغيرين متطابقين معروفين بـ «ديب سبيس2 إيه، وديب سبيس2 بي». كان هدف المسبارين الاصطدام بالسطح بسرعة عالية في المكان الذي إحداثياته 73 درجة جنوبًا، و210 درجة غربًا، من أجل التغلغل في التربة المريخية ودراسة التكوين تحت السطح حتى عمق يصل إلى متر. لكن فشلت محاولات الاتصال بالمسبارين بعد دخول الغلاف الجوي للمريخ.

### تصميم المركبة الفضائية
بلغ عرض المركبة الفضائية 3.6 متر وطولها 1.06 متر مع الأخذ بعين الاعتبار الأرجل والمصفوفات الشمسية المنشورة بالكامل. بُنيت القاعدة بشكل أساسي من سطح ألمنيوم على شكل قرص العسل، وصفائح من الإيبوكسي-غرافيت شكّلت الحواف، وثلاثة أرجل من الألمنيوم. كانت الأرجل ستُنشر خلال الهبوط اعتبارًا من وضع الطي عن طريق نوابض الضغط، وسيجري امتصاص قوة الهبوط عن طريق إدراج قرص عسل مصنوع من الألمنيوم قابل للعصر (الانضغاط) في كل رجل. يوجد على متن مركبة الهبوط طوق قفص فاراداي حراري صغير يحتوي ضمنه الكومبيوتر، وإلكترونيات وبطاريات لتوزيع الطاقة، وإلكترونيات الاتصالات، ومكونات الأنبوب الحراري الحلقي (إل إتش بّي) للمضخة الشعرية، التي تحافظ على درجة حرارة قابلة للتشغيل، تضمنت كل من هذه المكونات وحدات احتياطية في حال تعطل أحدها.